# أروين مكليان
أروين مكليان (بالإنجليزية: Irwin McLean) هو زميل الجمعية الملكية، بروفيسور في علم الوراثة البشري، ورئيس قسم الطب الجزيئي والمدير العلمي لمركز طب الجلد وعلم الوراثة الطبية في جامعة دندي.

## التعليم
تلقى ماكلين تعليمه في جامعة كوينز في بلفاست حيث حصل على درجة البكالوريوس في العلوم مع مرتبة الشرف في علم الأحياء الدقيقة في عام 1985، تليها درجة الدكتوراه في عام 1988 للتحليل الكهربي والمناعي للبروتينات المشاركة في ضمور العضلات.

## الأبحاث
يقوم مختبر ماكلين بالتحقيق في الاضطرابات الوراثية التي تؤثر على خلايا وأنسجة الظهارة ويتم تمويله من قبل مجلس البحوث الطبية (MRC) ومؤسسة ويلكوم.